# Разведывательный спутник

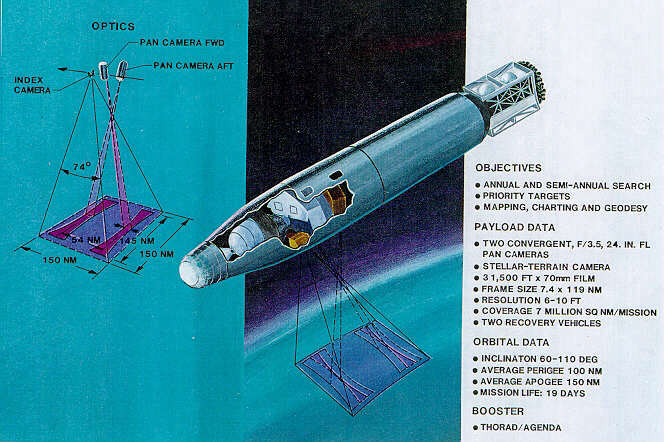
Спутник KH-4B Corona

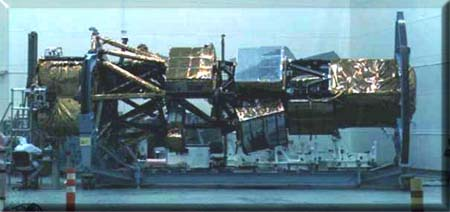
Американский радиолокационный разведывательный спутник Lacrosse во время сборки

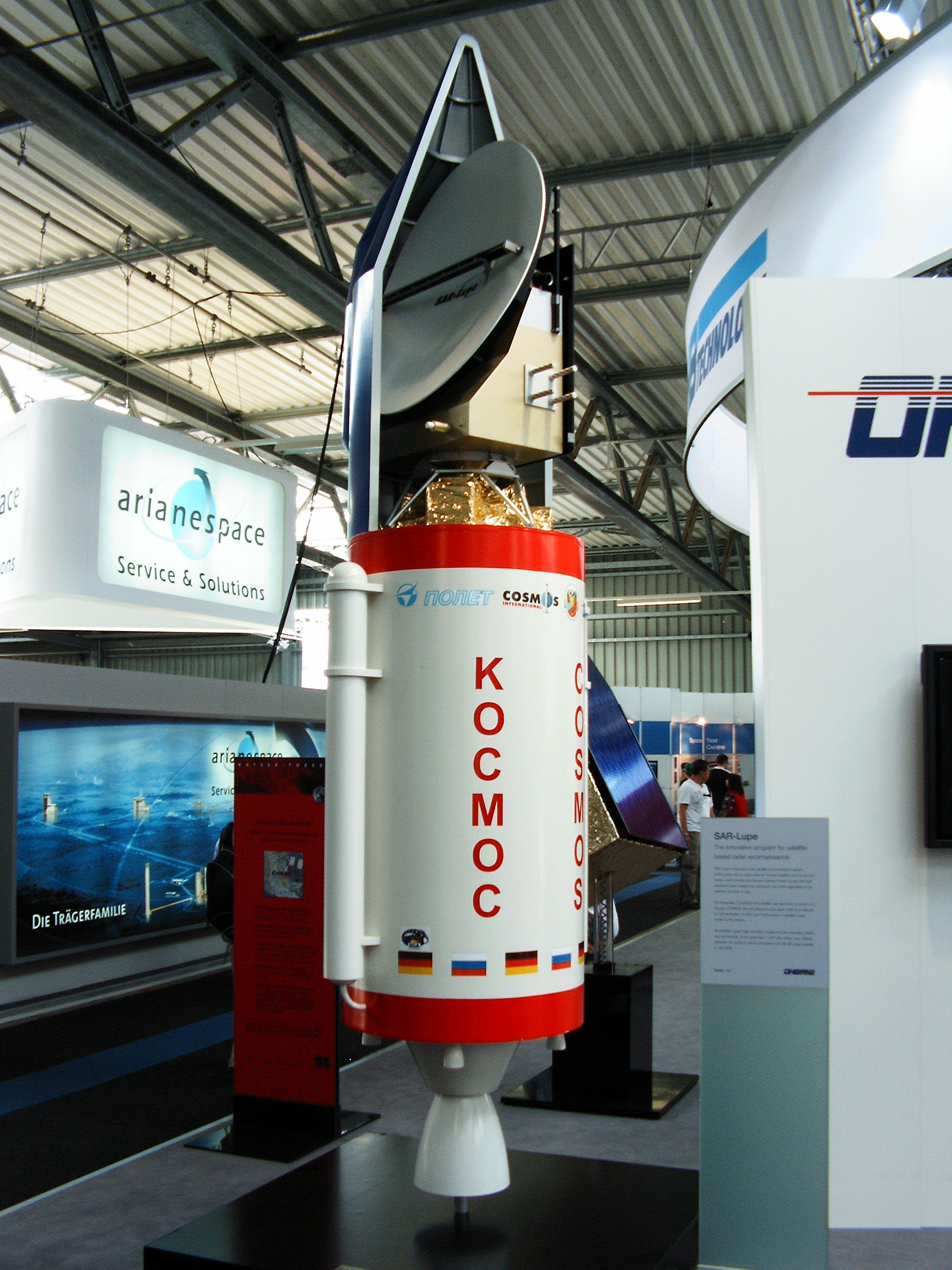
Модель немецкого разведывательного спутника SAR-Lupe на второй ступени ракеты Космос-3М

Разведывательный спутник — искусственный спутник Земли, предназначенный для наблюдения Земли (телевизионная съёмка, фотосъёмка) в целях обеспечения разведывательной деятельности.
Разговорное название — спутник-шпион.

## Функции
Функции разведывательных ИСЗ:
- Фотографирование с высоким разрешением (видовая разведка)
- Прослушивание систем связи и определение местоположения радиосредств (радио- и радиотехническая разведка)
- Слежение за выполнением запрета на ядерные испытания
- Обнаружение пусков ракет (система предупреждения о ракетном нападении)

## История
Разработку разведывательных ИСЗ ускорило развитие средств ПВО, в частности советского ЗРК С-75 и высотного перехватчика МиГ-25, способных сбивать американские самолёты-разведчики Lockheed U-2.
16 марта 1955 года Военно-воздушные силы США официально заказали разработку передового разведывательного ИСЗ для обеспечения непрерывного наблюдения за предварительно выбранными областями Земли с целью определения готовности к войне потенциального противника.
28 февраля 1959 года в США был запущен первый ИСЗ-фоторазведчик, созданный по программе CORONA (открытое название Discoverer). Он должен был вести разведку прежде всего над СССР и Китаем. Фотографии, полученные его аппаратурой, разработанной фирмой Itek, возвращались на Землю в спускаемой капсуле. Разведывательная аппаратура впервые была отправлена в космос летом 1959 года на четвёртом аппарате серии, а первое успешное возвращение капсулы с отснятой плёнкой было выполнено со спутника Discoverer 14 в августе 1960 года.
22 мая 1959 года вышло Постановление ЦК КПСС и Совета министров СССР № 569—264 о создании первого советского ИСЗ-разведчика 2К («Зенит») и, на его основе, пилотируемого корабля «Восток» (1К). В 1960 году на Красногорском механическом заводе началось проектирование аппаратуры «Фтор-2» для обзорно-картографической и детальной фотосъёмки. Серийный выпуск этой фотоаппаратуры начался в 1962 году. В начале 1964-го приказом министра обороны СССР № 0045 комплекс обзорной фоторазведки «Зенит-2» был принят на вооружение.
ИСЗ первого поколения (американская Corona и советский Зенит) проводили фотосъёмку, а потом выпускали контейнеры с отснятой фотоплёнкой, которые спускались на землю. Капсулы Corona подбирались в воздухе во время спуска на парашюте. Более поздние космические аппараты оснащались фототелевизионными системами и передавали изображения с помощью зашифрованных радиосигналов.
Информация об американских программах доступна в основном до 1972 года, о более поздних программах просочилась лишь небольшая информация. Несколько изображений, полученных с современных ИСЗ, было рассекречено по случайности или из-за утечки, например как в случае с KH-11, фотографии с которого были посланы в Jane's Defence Weekly в 1985 году.
Российский документальный фильм «Секретный космос» сообщает, что на высокой орбите находится около 2 тысяч отработанных разведывательных ИСЗ только советского производства.

## Разведывательные ИСЗ

### ИСЗ видовой разведки
Фотографические:
- Россия/СССР
  - Зенит-2 — Зенит-8 (Восток-2, Гектор, Восток-4, Ротор, Гермес, Орион, Облик)
  - Янтарь
    - Феникс (Янтарь-2К)
    - Октан (Янтарь-4К1)
    - Комета (Янтарь-1КФТ)
    - Кобальт (Янтарь-4К2)
    - Кобальт-М (Янтарь-4К2М)

  - Орлец-1 (Дон)
- США
  - SAMOS[англ.]
  - серия Corona (KH-1, KH-2, KH-3, KH-4, KH-4A, KH-4B)
  - KH-5 Argon
  - KH-6 Lanyard
  - KH-7 Gambit[англ.]
  - KH-8 Gambit
  - KH-9 Hexagon (Big Bird)
  - KH-10 Dorian (англ. Manned Orbital Laboratory) — разработка прекращена
- КНР
  - FSW

Оптико-электронные
- Израиль
  - Офек — (сейчас на орбите Офек-8 и Офек-9, все кроме Офек-8, выводились израильским ракетой-носителем «Шавит» с космодрома Пальмахим)
- Россия/СССР
  - Терилен (Янтарь-4КС1)
  - Неман (Янтарь-4КС1М)
  - Орлец-2 (Енисей)
  - Аракс (Аркон)
  - Персона
- США
  - KH-11 Crystal
  - KH-12 Improved Crystal
  - KH-13
    - программа Misty (англ.)
    - Future Imagery Architecture (англ.) — в разработке
- КНР
  - Яогань

Радиолокационные:
- Россия/СССР
  - аппаратура Меч орбитальной станции Алмаз (летавшей под именем Салют)
- США
  - Lacrosse[англ.]
- ФРГ
  - SAR-Lupe
- КНР
  - Яогань

## Спутники наблюдения
Так называемые «коммерческие спутники» также могут выполнять разведывательные функции, при условии достаточной разрешающей способности применяемой оптики и ряда других технических параметров.
| Требуемая разрешающая способность на местности для решения разведывательных задач при помощи оптико-электронной аппаратуры коммерческих спутников (в метрах) | Требуемая разрешающая способность на местности для решения разведывательных задач при помощи оптико-электронной аппаратуры коммерческих спутников (в метрах) | Требуемая разрешающая способность на местности для решения разведывательных задач при помощи оптико-электронной аппаратуры коммерческих спутников (в метрах) | Требуемая разрешающая способность на местности для решения разведывательных задач при помощи оптико-электронной аппаратуры коммерческих спутников (в метрах) | Требуемая разрешающая способность на местности для решения разведывательных задач при помощи оптико-электронной аппаратуры коммерческих спутников (в метрах) | Требуемая разрешающая способность на местности для решения разведывательных задач при помощи оптико-электронной аппаратуры коммерческих спутников (в метрах) |
| Объект разведки | Обнаружение | Распознавание | Идентификация | Детализация | Технический анализ |
| --- | --- | --- | --- | --- | --- |
| Сухопутная техника | 1,5 | 0,6 | 0,3 | 0,06 | 0,045 |
| Ракеты и артиллерия | 1 | 0,6 | 0,15 | 0,05 | 0,045 |
| Радиолокационные станции | 3 | 1 | 0,3 | 0,15 | 0,015 |
| Складские здания и сооружения | 1,5—3 | 0,6 | 0,3 | 0,03 | 0,03 |
| Позиции ЗРК или ОТРК | 3 | 1,5 | 0,6 | 0,3 | 0,045 |
| Летательные аппараты | 4,5 | 1,5 | 1 | 0,15 | 0,045 |
| Военные подразделения | 6 | 2 | 1,2 | 0,3 | 0,15 |
| Минные поля | 3—9 | 6 | 1 | 0,03 | 0,09 |
| Аэродромы | 6 | 4,5 | 3 | 0,3 | 0,15 |
| Мосты | 6 | 4,5 | 1,5 | 1 | 0,3 |
| Корабли | 7,5—15 | 4,5 | 0,6 | 0,3 | 0,045 |
| Автодороги | 6—9 | 6 | 1,8 | 0,6 | 0,4 |
| Железнодорожные узлы | 15—30 | 15 | 6 | 1,5 | 0,15 |
| Портовая инфраструктура | 30 | 15 | 6 | 3 | 0,3 |
| Городская застройка | 60 | 30 | 3 | 3 | 0,75 |
| Элементы местности | — | 90 | 4,5 | 1,5 | 0,75 |
| Примечания - Функции: - Обнаружение — способность обнаружить указанную категорию объектов на фоне окружающей местности. - Распознавание — способность определить тип наземного объекта или плавсредства. - Идентификация — способность с точностью определить конкретную модель обнаруженного образца военной техники и вооружения, его государственную принадлежность. - Детализация — способность определить точные размеры объекта, объёмные характеристики. - Технический анализ — способность выявить технические детали, неисправности, повреждения объекта. | | | | | |
| Источники информации - Florini, Ann H. "The Opening Skies: Third-Party Imaging Satellites and U.S. Security," International Security, Fall 1988. - Цит. по: Carey, John E. The Problem of Theater Ballistic Missiles: Unresolved Dilema for the Operational Commander, Newport, Rhode Island: Naval War College, 1994, p. 25. | | | | | |

## В художественной литературе
Разведывательные спутники часто встречаются в шпионской, приключенческой и военной литературе. Художественные фильмы, которые фокусируются на спутниках-шпионах, включают:
- Враг государства (фильм)
- Совокупность лжи (фильм)